# Aubeterre-sur-Dronne
Aubeterre-sur-Dronne je naselje in občina v zahodnem francoskem departmaju Charente regije Poitou-Charentes. Leta 2019 je naselje imelo 347 prebivalcev.

## Geografija
Kraj se nahaja v pokrajini Angoumois ob reki Dronne, 48 km južno od središča departmaja Angoulêma.

## Uprava
Aubeterre-sur-Dronne je sedež istoimenskega kantona, v katerega so poleg njegove vključene še občine Bellon, Bonnes, Les Essards, Laprade, Montignac-le-Coq, Nabinaud, Pillac, Rouffiac, Saint-Séverin in Saint-Romain s 3.121 prebivalci.
Kanton Aubeterre-sur-Dronne je sestavni del okrožja Angoulême.

## Zgodovina
Ime kraja se prvikrat pojavi leta 1004 v obliki Alba terra v povezavi z belo kredo, ki prevladuje na tem ozemlju.

## Zanimivosti
- podzemna monolitna cerkev sv. Janeza,
- romanska cerkev sv. Jakoba, francoski zgodovinski spomenik,
- lokalni grad s štirimi okroglimi in enim kvadratnim stolpom iz 16. stoletja.